# Jucha squalea
Jucha squalea — вид плезіозаврів родини Elasmosauridae. Описаний у 2020 році. Викопні рештки знайдені в Ульяновській області в Росії. Рід Jucha названо на честь водного демона Юхи з башкирської і татарської міфології. За оцінками, тварина сягали 5 м завдовжки.